# Jagdstaffel 88
La Jagdstaffel 88 (in tedesco: Königlich Preußische Jagdstaffel Nr 88, abbreviato in Jasta 88) era una squadriglia (staffel) da caccia della componente aerea del Deutsches Heer, l'esercito dell'Impero tedesco, durante la prima guerra mondiale (1914-1918).

## Storia
La Jagdstaffel 88 venne fondata il 3 novembre 1918 dalla riorganizzazione della Württemberg Kampfeinsitzerstaffel 8. La nuova squadriglia non entrò mai in azione a causa della resa dell'Impero tedesco e la conseguente fine della prima guerra mondiale.

## Lista dei comandanti della Jagdstaffel 88
Di seguito vengono riportati i nomi dei piloti che si succedettero al comando della Jagdstaffel 88.
| Grado     | Nome             | Periodo       |
| --------- | ---------------- | ------------- |
| Hauptmann | Gustav Brockmann | novembre 1918 |